# Christine Lavant
Christine Lavant, właśc. Christine Habernig, z domu Thonhauser (ur. 4 lipca 1915 w Groß-Edling, zm. 7 lipca 1973 w Wolfsbergu) – austriacka artystka i pisarka.

## Życiorys
Urodziła się jako dziewiąte dziecko w ubogiej rodzinie jako córka górnika Georga Thonhausera i Anny z domu Hans.  Edukację zakończyła na szkole podstawowej. Utrzymywała się, pracując fizycznie. W wieku 20 lat podjęła nieudaną próbę samobójstwa, po której spędziła 6 tygodni w klinice psychiatrycznej w Klagenfurcie. Owocem pobytu na oddziale psychiatrycznym stała się publikacja książki "Zapiski z domu wariatów".
Jej debiut literacki miał miejsce w 1933 wydrukowaniem wiersza w redagowanej przez późniejszych działaczy NSDAP gazecie antysemickiej "Unterkärntner Nachrichten". Większość utworów poetyckich Levant miała charakter osobisty. Częstym motywem w jej twórczości jest relacja pomiędzy człowiekiem a Bogiem. W 1948 roku wydała swoje wiersze opowiadanie "Das Kind" ("Dziecko") zawierające elementy autobiograficzne.

## Wybrana twórczość
- 1948: Das Kind. Erzählung
- 1948: Die Nacht an den Tag. Lyrik
- 1949: Das Krüglein. Erzählung
- 1949: Die unvollendete Liebe. Gedichte
- 1952: Baruscha
- 1956: Die Bettlerschale. Gedichte
- 1956: Die Rosenkugel. Erzählung
- 1959: Spindel im Mond. Gedichte
- 1960: Sonnenvogel. Gedichte
- 1961: Wirf ab den Lehm
- 1962: Der Pfauenschrei. Gedichte
- 1967: Hälfte des Herzens
- 1969: Nell. Vier Geschichten
- 1978: Kunst wie meine ist nur verstümmeltes Leben. Nachgelassene und verstreut veröffentlichte Gedichte – Prosa – Briefe
- 1982: Sonnenvogel. Gedichte
- 1984: Versuchung der Sterne. Erzählungen und Briefe
- 1991: Und jeder Himmel schaut verschlossen zu. Fünfundzwanzig Gedichte für O.S.
- 1995: Kreuzzertretung. Gedichte, Prosa, Briefe
- 1996: Die Schöne im Mohnkleid. Erzählung
- 1997: Herz auf dem Sprung. Die Briefe an Ingeborg Teuffenbach
- 1998: Das Wechselbälgchen
- 2000: Das Kind
- 2001: Aufzeichnungen aus dem Irrenhaus

## Nagrody
- Nagroda Poetycka im. Georga Trakla
- Wielka Nagroda Państwowa, 1970[6]